# 湊 (福井市)
湊（みなと）は、福井県福井市の地域。あたごブロックに属する。 

## 人口
湊には2024年1月1日現在8515人が住んでおり、世帯数は4317世帯。そのうち男性が4217人、女性は4298人。